# Thorncroftia
Thorncroftia là một chi thực vật có hoa trong họ Hoa môi (Lamiaceae).

## Loài
Chi Thorncroftia gồm các loài: